# Полуопнасти мишић бута
Полуопнасти мишић бута најмедијалнији је од три мишића потколенице у бутини. Назван је тако јер има равну тетиву. Лежи постеромедијално у бутини, дубоко до мишића семитендинозуса. Шири зглоб кука и савија зглоб колена. 

## Галерија
- Right hip bone. External surface.
- Bones of the right leg. Posterior surface.
- The popliteal, posterior tibial, and peroneal arteries.
- Back of left lower extremity.
- Semimembranosus muscle
- Semimembranosus muscle
- Muscles of thigh. Lateral view.
- Muscles of thigh. Cross section.
- Muscles of thigh. Anterior views.